# Václav Kotalík
Václav Kotalík (9. března 1837 Kučeř – 16. dubna 1893 Písek) byl rakouský právník a politik české národnosti z Čech, poslanec Českého zemského sněmu.

## Biografie
Narodil se 8. března 1837 v jihočeské obci Kučeř. (Některé zdroje uvádějí rok narození 1835.) Studoval na gymnáziu v Písku a Praze. Vystudoval práva na Karlo-Ferdinandově univerzitě v Praze. Získal titul doktora práv. Působil jako auskultant v Táboře, pak od roku 1874 jako advokát v Písku. Byl prvním předsedou Literární jednoty, kterou založil Adolf Heyduk. Publikoval právní spisy.
V 70. letech se zapojil do vysoké politiky. V doplňovacích volbách v roce 1874 byl zvolen na Český zemský sněm, kde zastupoval kurii venkovských obcí, obvod Písek, Vodňany. Čeští poslanci tehdy praktikovali politiku pasivní rezistence (bojkotu sněmu), takže na práci sněmu se fakticky neúčastnil, byl opakovaně pro absenci zbaven mandátu a pak manifestačně znovu zvolen. Takto uspěl v doplňovacích volbách roku 1875, 1876 a 1877. Byl zvolen i v řádných volbách v roce 1878, po nichž již staročeští poslanci své mandáty aktivně převzali. Patřil k Národní straně (staročeské). Na mandát rezignoval roku 1880. Na sněmu ho nahradil Václav Böhm.
Zemřel v dubnu 1893.